# Фен ла Фоли
Фен ла Фоли (фр. Fains-la-Folie) насеље је и општина у централној Француској у региону Центар (регион), у департману Ер и Лоар која припада префектури Шартр.
По подацима из 2011. године у општини је живело 320 становника, а густина насељености је износила 14,78 становника/km². Општина се простире на површини од 21,65 km². Налази се на средњој надморској висини од 141 метар (максималној 146 m, а минималној 132 m).

## Демографија
| 1962. | 1968. | 1975. | 1982. | 1990. | 1999. | 2011. |
| ----- | ----- | ----- | ----- | ----- | ----- | ----- |
| 326   | 355   | 282   | 281   | 286   | 264   | 320   |

График промене броја становника у току последњих година